# Фірнова лінія
Фірнова лінія — нижня межа області фірнового живлення на льодовику. В кінці літнього сезону відокремлює область льодовика, покриту фірном, від області оголеного льоду. Іноді збігається із границею живлення льодовика, але часто між ними перебуває смуга накладеного льоду — зона крижаного живлення.